# Homalomena kelungensis
Homalomena kelungensis är en kallaväxtart som beskrevs av Bunzo Hayata. Homalomena kelungensis ingår i släktet Homalomena och familjen kallaväxter. Inga underarter finns listade.